# Banksia gardneri
Série
Statut CITES
Banksia gardneri est une espèce d'arbuste rampant du genre Banksia. On le trouve dans les régions côtières au sud de l'Australie-Occidentale.

## Nom scientifique
Il a d'abord été nommé Banksia prostrata, mais Alex George a découvert que le nom était illégal car il était déjà un synonyme valide de  Pimelia prostrata. Il a abandonné sa règle de ne jamais nommer à des plantes le nom de gens et lui a donna le nom de Charles Gardner en l'honneur de son travail sur les Banksias [1].

## Description
Il s'agit d'un arbuste rampant à croissance lente, à tiges épaisses horizontale et Feuilles verticales à peu près triangulaire lobées atteignant jusqu'à 40 cm de haut (bien que généralement moins) et de 2 à 6 cm de large. La épis floraux brun roux sont cylindriques avec des styles crème, rarement noirs. La floraison a lieu en fin de printemps. Il est lignotubéreux et se régénère par repousse après un incendie.

## Distribution et habitat
Il pousse dans le sable ou le gravier entre Denmark et Hopetoun.

## Taxonomie
Trois sous-espèces sont reconnues:
- B. g. gardneri
- B. g. hiemalis
- B. g. brevidentata

## Culture
B. g. gardneri est un arbuste à croissance lente mais assez facile à cultiver. Il est moins vigoureux que Banksia blechnifolia  ou Banksia petiolaris. Les graines ne nécessitent aucun traitement et demandent 19 à 64 jours pour lever. [2]